# Rosa korschinskiana
Rosa korschinskiana är en rosväxtart som beskrevs av George Albert Boulenger. Rosa korschinskiana ingår i släktet rosor, och familjen rosväxter. Inga underarter finns listade i Catalogue of Life.